# 退积
退积（英語：retrogradation）是指河流三角洲前緣的位置隨時間向陸地方向移動。 當進入三角洲的沉積物的供應量小於沉積空間的增加、例如海平面上升或盆地下降，就會造成退积